# Bell 525
Die Bell 525 ist ein im Entwicklungsstadium befindlicher Hubschrauber des US-amerikanischen Herstellers Bell Helicopter.

## Geschichte
Die Bell 525 „Relentless“ wurde auf der Heli Expo 2012 vorgestellt, dieser Typ soll der größte zivile Hubschrauber von Bell Helicopter sein. Der Hubschrauber steht in direkter Konkurrenz zur AgustaWestland AW189 und zum Eurocopter EC 175. Der Erstflug fand am 1. Juli 2015 im Werk in Amarillo statt. Der Stückpreis liegt je nach Ausstattung bei ca. USD 22 Mio.

## Konstruktion
Der Hubschrauber soll mittels Fly-by-wire, das von BAE Systems geliefert wird, gesteuert werden. Das Cockpit wird über ein ARC Horizon flight deck (Awareness, Reactive, Control) verfügen und als Avionik wurde ein Garmin G5000H mit Touchscreen-Technologie vorgesehen. Der mit einem fünfblättrigen Hauptrotor sowie einem vierblättrigen Heckrotor ausgestattete Hubschrauber wird von zwei General Electric CT7-2F1-Triebwerken mit FADEC angetrieben.
Sechs Monate später als geplant hatte der erste Prototyp der Bell 525 seinen Erstflug am 1. Juli 2015.
Der Zertifizierungsprozess ist noch nicht abgeschlossen (Stand 2021).

## Technische Daten
| Kenngröße             | Daten                         |
| --------------------- | ----------------------------- |
| Besatzung             | 2                             |
| Passagiere            | 16 (20 bei hoher Dichte)      |
| Länge                 | 19,75 m                       |
| Rotordurchmesser      | 16,61 m                       |
| Höhe                  | 5,54 m                        |
| Nutzlast              | 3700 kg                       |
| Leermasse             | ? kg                          |
| max. Startmasse       | 9'299 kg                      |
| Reisegeschwindigkeit  | 296 km/h (160 kn)             |
| Höchstgeschwindigkeit | 310 km/h (165 kn)             |
| Dienstgipfelhöhe      | 3261 m (10'700 f)             |
| Reichweite            | 1'074 km (580 nm)             |
| Triebwerke            | zwei General Electric CT7-2F1 |

## Zwischenfälle
Am 6. Juli 2016 stürzte der erste Prototyp in der Nähe von Italy ab. Beide Besatzungsmitglieder kamen dabei ums Leben. Bei der Simulation von Triebwerksausfällen unter hohen Geschwindigkeiten kam es zu einem starken Abfall der Rotordrehzahl. Durch dieses Manöver wurde ein Eigenmode des Hauptrotors angeregt. Zusätzliche Rückkopplung über den Piloten (PIO) sowie das AHRS führten schließlich zu starken, aufschwingenden Vibrationen. Diese wurden so stark, dass die Rotorblätter den Heckausleger berührten, der in der Folge abbrach, was zu einem unkontrollierten Absturz führte.